# Senta Leptien
Senta (Tonja) Leptien (* 10. Februar 1912 in Nischni Nowgorod; † 18. Januar 1998 in Iggensbach) war eine russisch-deutsche Malerin.

## Leben und Werk
Über die Herkunft und die frühen Jahre von Senta Leptien, geb. Petkiewicz, fehlen Informationen. 1937 heiratete sie in Berlin den Bildhauer Rudolf Leptien und zog mit ihm nach Kronshagen. 1939 gingen sie nach Berlin zurück. Das Berliner Adressbuch nennt als Wohnadresse Heimat 91 in Zehlendorf. Von 1942 bis zur Übersiedlung nach Westberlin 1953 lebte und arbeitete das Paar in Bansin. Senta Leptien war freischaffende Künstlerin und Mitglied des Verbands Bildender Künstler der DDR. Von Berlin ging sie mit ihrem Mann später nach Iggensbach.

## Werke (Auswahl)
- Kinderreigen (Öl, 85 × 67 cm)[1]
- Morgenstimmung auf dem Lande (Tempera; 1949 Ausstellung „Mensch und Arbeit“)
- Feldarbeit (Tempera; 1949 Ausstellung „Mensch und Arbeit“)
- Seebad Bansin (Aquarell, 1949)[2]

## Ausstellungen (mutmaßlich unvollständig)

### Einzelausstellung
- 1948: Greifswald, Heimatmuseum (mit Otto Manigk, Otto-Niemeyer-Holstein und Rudolf Leptien)

### Ausstellungsbeteiligungen
- 1946 und 1949: Dresden, Allgemeine Deutsche Kunstausstellung und 2. Deutsche Kunstausstellung
- 1949: Berlin („Mensch und Arbeit“)
- 1956: München, Große Kunstausstellung (Abteilung Neue Münchner Künstlergenossenschaft)
- 1957: München, Große Kunstausstellung (Abteilung Secession)